# Хатушили III
Хатушили ІІІ (още Хатусилис, в превод „от Хатуша“) е цар на Новото хетско царство в периода 1267 – 1237 г. пр.н.е. Той е четвъртият и последен син на крал Мурсили II. Мурсили дава на Хатушили длъжност на жрец на Шаушка от Шамуха, на която той остава верен до смъртта си.
Неговият по-голям брат Муатали II премества столицата на държавата в Тархунташа и го избира за губернатор на Хатуша. Хатушили е командир на хетските войски по време на прочутата битка при Кадеш срещу Египет през 1274 г. пр.н.е. Като губернатор той възвръща Нерик и става велик жрец на бога на бурите Тешуб. Той кръщава най-големия си син Нериккали в чвест нма това си постижение. Жени се за жрицата на Ищар, Пудухепа, която по-късно става хетска царица и таванана.
Неговият племенник, Мурсили III (или Урхи-Тешуб), възвръща Хатуша като столица и премахва губернаторската длъжност на Хатушили. По-късно му премахва и жреческата титла, което предизвиква гражданска война. Хатушили разбива Мурсили и го изпраща в изгнание. Преименува брат му Улми-Тешуб на Курунта и го изпраща в Тархунташа. След това той обявява за наследник своя по-малък син, Тудхалия IV.
Хатушили и египетския фараон Рамзес II дават началото на дълъг мирен период между двете империи, като подписват мирен договор 15 години след Кадешката битка, който днес се съхранява в Истанбулския исторически музей и е първият мирен договор в историята на човечеството. Рамзес се жени за дъщерята на Хатушили, известна с египетското си име Маатхорнеферуре. Няколко години по-късно той се жени за друга хетска принцеса.
Архив от 200 писма е открит в останките на кралския дворец в Хатуша, които показват, че Хатушили е изпращал много дипломатически писма на други държави от Близкия изток, включително Рамзес II от древен Египет. Те са важен първичен източник за периода.